# Mógilsháls
Mógilsháls är en kulle i republiken Island. Den ligger i regionen Austurland, 300 km öster om huvudstaden Reykjavík. Toppen på Mógilsháls är 600 meter över havet.
Trakten runt Mógilsháls är nära nog obefolkad, med mindre än två invånare per kvadratkilometer. Det finns inga samhällen i närheten. Trakten runt Mógilsháls består i huvudsak av gräsmarker.